# Drapeau du Kansas
 (juin 2023).
Si vous disposez d'ouvrages ou d'articles de référence ou si vous connaissez des sites web de qualité traitant du thème abordé ici, merci de compléter l'article en donnant les références utiles à sa vérifiabilité et en les liant à la section « Notes et références ».

Drapeau du Gouverneur

Le drapeau du Kansas est le drapeau officiel de l'État américain du Kansas.  Il a été adopté en 1927 et représente le sceau de l'État, surmonté d'une fleur de tournesol, sur fond bleu foncé. Le nom de l'État a été ajouté sous le sceau en 1961.
Il a été conçu en 1925 et officiellement adopté par la législature de l'État du Kansas en 1927. Il est hissé pour la première fois à Fort Riley par le gouverneur Ben Paulin en 1927 pour les troupes du Fort Riley et la Garde nationale du Kansas.
De 1925 à 1927, le Kansas utilise une bannière d'état au lieu d'un drapeau. La Bannière de l'État du Kansas, composée d'une grande fleur de tournesol et du nom « Kansas » sur fond bleu, est conçue pour être accrochée à une barre horizontale plutôt qu'à un mât vertical. Cette conception unique se veut un moyen d'éviter la « concurrence » avec le drapeau des États-Unis. Toutefois, cette bannière est rejetée à Washington, et son usage inhabituel est largement critiqué, ce qui entraîne son abandon et son remplacement par le drapeau actuel.
Selon l'Association nord-américaine de vexillologie, la bannière d'État existe encore aujourd'hui et reste une alternative officielle au drapeau d'État. Sur le site de l'organisation, elle apparaît sous la forme d'un unique tournesol sur fond bleu, et est attribuée à l'adjudant-général Joe Nickel. Toutefois, la Société historique de l'État du Kansas affirme, au sujet de ce même dessin, qu'il s'agit d'une proposition soumise par Albert T. Reid avant l'adoption de la bannière de 1925, et n'indique pas son statut de drapeau alternatif.